# Alibánfa, Zala
Alibánfa  este un sat în districtul Zalaegerszeg, județul Zala, Ungaria, având o populație de 432 de locuitori (2011). 

## Demografie
Componența etnică a satului Alibánfa
     Maghiari (95,67%)
     Romi (4,33%)
Componența confesională a satului Alibánfa
     Fără religie (3,47%)
     Reformați (3,01%)
     Luterani (1,39%)
     Necunoscută (92,13%)
Conform recensământului din 2011, satul Alibánfa avea 432 de locuitori. Din punct de vedere etnic, majoritatea locuitorilor (95,67%) erau maghiari, cu o minoritate de romi (4,33%). Nu există o religie majoritară, locuitorii fiind persoane fără religie (3,47%), reformați (3,01%) și luterani (1,39%). Pentru 92,13% din locuitori nu este cunoscută apartenența confesională.